# 红色药丸
《红色药丸》（英語：The Red Pill）是一部2016年美國紀錄片，导演为凯西·杰伊。探讨2015年左右的性别战争，导演花了一年的时间来拍摄男权运动中的领导人和追随者。